# 88. Infanterie-Division (Wehrmacht)
Die 88. Infanterie-Division (88. ID) war ein Großverband des Heeres der deutschen Wehrmacht im Zweiten Weltkrieg.

## Geschichte

### Aufstellung
Die Division wurde am 1. Dezember 1939 im Wehrkreis XIII (Nürnberg) aufgestellt und mit tschechoslowakischen Beutewaffen ausgerüstet. 

### Beurlaubung
Die Division wurde ab August 1940 beurlaubt.
Im Februar 1941 erfolgte die Wiedereinberufung.

### Westfeldzug
Zunächst war sie der 9. Armee unterstellt und ab 1941 der 7. Armee. Sie war an der Westfront eingesetzt. 

### Eingliederung von Teilen der 205. ID
Am 23. Dezember 1941 erhielt sie Verstärkung aus der 205. Infanterie-Division.

### Verlegung an die Ostfront
1942 kam sie als Teil der 2. Armee an die Ostfront. Die Division nahm u. a. an der Schlacht bei Charkow teil. Im Winter 1942/43 kam sie bei der Schlacht um Woronesch zum Einsatz. 

### Unternehmen Zitadelle
Im Frühjahr 1943 wurde sie nach Sumy zurückgezogen, wo sie das Unternehmen Zitadelle im Rahmen der 4. Panzerarmee unterstützte. 
Anschließend wurde sie der 8. Armee unterstellt und geriet so in die Schlacht am Dnepr.

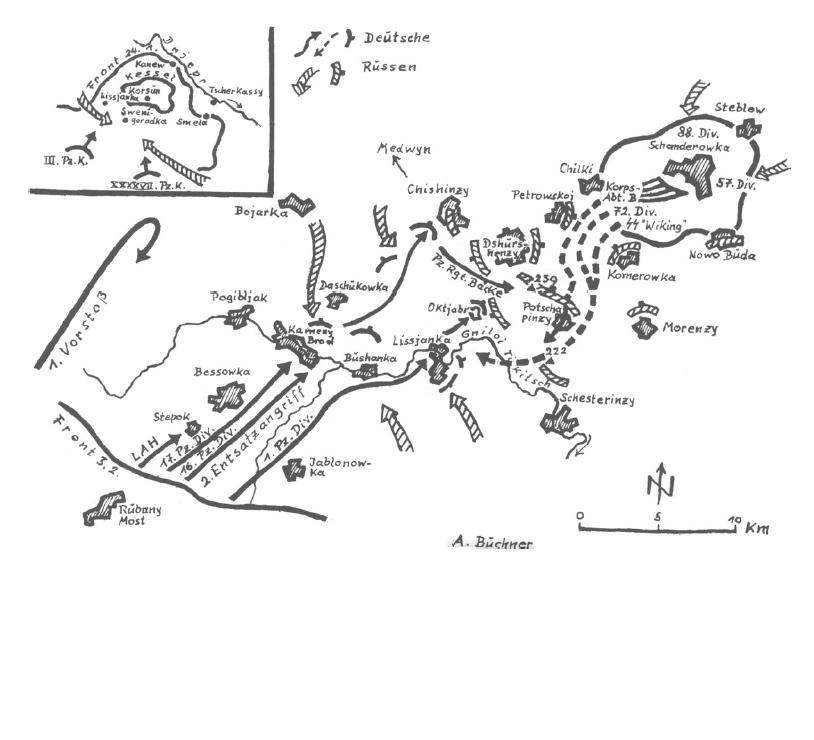
88. ID als nördlichste Einheit im Kessel von Tscherkassy

### Kessel von Tscherkassy
Als Folge wurde sie Anfang 1944 von der 1. Ukrainischen Front in den Kessel bei Tscherkassy gedrückt. 

### Vernichtung
Im Winter 1944/45 wurde sie mit der Heeresgruppe A im Verlauf der Weichsel-Oder-Operation zerschlagen.

## Kommandeure
| Datum         | Dienstgrad                          | Name                 |
| ------------- | ----------------------------------- | -------------------- |
| 1. Dez. 1939  | Generalmajor                        | Georg Lang           |
| 2. Feb. 1940  | Generalmajor/Generalleutnant        | Friedrich Gollwitzer |
| Okt. 1942     | Generalmajor                        | Eduard Aldrian       |
| Dez. 1942     | Generalleutnant                     | Friedrich Gollwitzer |
| 10. März 1943 | Oberst/Generalmajor/Generalleutnant | Heinrich Roth        |
| 5. Nov. 1943  | Oberst/Generalmajor/Generalleutnant | Georg von Rittberg   |
| 12. Jan. 1945 | Oberst/Generalmajor                 | Carl Anders          |

## Bekannte Divisionsangehörige
- Klaus Hoheisel (1906–1998), Brigadegeneral des Heeres der Bundeswehr, Kommandeur der Heeresoffizierschule III von 1962 bis 1965